# Ljudske pevke s Telč
Ljudske pevke s Telč so slovenska folklorna pevska skupina, ustanovljena novembra 2002. Skupina je nastala kot pobuda za ohranjanje ljudskih pesmi lokalnega okolja. Skupina nastopa v okviru KŠD Telče.
Na začetku je zasedba štela 8 članic, to so bile Veronika Mislaj, Zdenka Slapšak, Stanka Prijatelj, Marinka Skušek, Cvetka Mlakar, Pavla Kos, Slavi Zelič in Zvonka Mrgole. Vendar se je število povzpelo na 12 z začetkom leta 2003.  Njihov prvi nastop je bil na prednovoletni zabavi decembra 2002. Od leta 2004 v zasedbi sodeluje le še 10 članic. 
Izdale so dve zgoščenki Na razpotju in Pozdrav s Telč.